# Empis skufini
Empis skufini är en tvåvingeart som beskrevs av Igor Shamshev 2003. Empis skufini ingår i släktet Empis och familjen dansflugor.
Artens utbredningsområde är Ukraina. Inga underarter finns listade i Catalogue of Life.